# Zeki Velidi Togan
Ahmed Zeki Velidi Togan —en baixkir Әхмәтзәки Вәлиди, de vegades Validi— (1890-1970) fou un historiador, turcòleg, i líder del moviment revolucionari i nacional baixkir.
Nasqué Äxmätzäki Wälidi(ev) Äxmätşa ulı (Вәлиди(ев) Әхмәтзәки Әхмәтша(һ) улы) a la vila de Koedhoen (baixkir: Көҙән)n de l'uiezd de Sterlitamak, a Baixkortostan. Quan emigrà a Turquia, turquitzà el seu nom com a Zeki Velidi Togan.
Dominava el baixkir, txagatai, farsi, àrab i rus, fou lector a la madrassa Kasimiye i autor el 1911 de l'estudi Turk ve tatar tarihi (Història de turcs i tàtars). També era membre de la Societat d'Arqueologia de Kazan, per compta de la qual el 1913 va fer una expedició a Bukhaàa. Fou professor de baixkir a la universitat de Kazan des del 1909, on va mantenir contactes amb Maksim Gorki i els social revolucionaris russos.
Des del 1917 va formar part del Primer Congrés Baixkir i de la shura que proclamà la independència de Baixkortostan i organitza un Exèrcit Nacional Baixkir de 2.000 efectius experimentats i disciplinats. El gener del 1918 fou fet presoner pels bolxevics, però fou alliberat per l'atamà Alexander Dutov, lloctinent d'Alexander Koltxak. D'antuvi donà suport a Koltxak, però aquest es mostrà hostil a qualsevol de caràcter nacionalista, i per aquesta raó el 1919 decidí donar suport als bolxevics, tot formant part del Bashrevkom (Comitè revolucionari baixkir).
Decebut aviat, el 1920 marxà de Baixkortostan cap al Turquestan, on donà suport a la revolta basmatxi. Fins al 1923 fou cap de la Unió Nacional del Turquestan.
El 1923 s'exilià a la Turquia kemalista. El 1925 n'adoptà la ciutadania; fou llavors que prengué el cognom Togan ('nascut' en baixkir). Participà en la Primera Conferència d'Història Turca el 1932 i fou professor a la Universitat d'Istanbul, on va estudiar els escrits d'Ahmed ibn Fadlan.
Enemistat amb els seus col·legues turcs, que no acceptaven la seva hipòtesi sobre l'existència d'un oceà interior al centre del Turquestan, el 1932 marxà del país per tal d'estudiar filosofia a la universitat de Viena, on es doctorà el 1935. Entre 1935 i 1939 residí al Tercer Reich, com a professor de les universitats de Bonn i Göttingen.
El 1939, sota invitació del ministre d'Educació, retornà a Turquia, i hi fundà el Departament d'Història Turca de la Universitat d'Istanbul.
El 1941 formà part del Comité d'Experts en temes Panturànics creat pels nazis amb turcs i àzeris. I l'abril del 1942 participà en una reunió amb el ministre d'exteriors alemany, comte von Schulenburg, juntament amb altres dirigents de moviments nacionals (caucàsics, georgians i àzeris); però no arrencaren dels alemanys cap declaració de reconeixement. Tot i així, pel gener del 1942 s'havia format el 444 Batalló Turcman, amb una Legió dels Tàtars del Volga i Urals, amb la participació d'alguns baixkirs.
El 1944-1945 fou empresonat 17 mesos i 10 dies com un dels acusats en el procés d'Istanbul per racismo-turanisme, juntament amb líders destacats de la ultradreta ultranacionalista. Hi fou condemnat a deu anys de presó. Emperò, els condemnats apel·laren davant el tribunal suprem de l'època (Tribunal Militar de Cassació), que els deixà lliures a tots.
El 1948 es reincorporà a la universitat. El 1951 organitzaria el XXI Congrés Internacional d'Orientalistes i fou doctor honoris causa per la Universitat de Manchester el 1967. També ha contribuït a l'Enciclopèdia dels Pobles Túrquics.
Molt influent i prestigiós en el món acadèmic turc, entre els seus deixebles hi hagué dirigents destacats de l'extrema dreta turca, imbuïts de panturquisme i racisme, com Nihâl Atsiz i Alparslan Türkeş.